# NGC 2256
NGC 2256 est une vaste galaxie lenticulaire située dans la constellation de la Girafe. NGC 2256 a été découverte par l'astronome allemand Wilhelm Tempel en 1883.

## Caractéristiques
Sa vitesse par rapport au fond diffus cosmologique est de 5 249 ± 58 km/s, ce qui correspond à une distance de Hubble de 77,4 ± 5,5 Mpc (∼252 millions d'al).
En raison d'une brillance de surface égale à 14,16 mag/am2, on peut qualifier NGC 2256 de galaxie à faible brillance de surface (LSB en anglais pour low surface brightness). Les galaxies LSB sont des galaxies diffuses (D) avec une brillance de surface inférieure de moins d'une magnitude à celle du ciel nocturne ambiant.